# BSL 바이텔레 우타 SC
BSL 바이텔레 우타 SC는 사모아의 축구 클럽이다. 현재 사모아 내셔널 리그에 참가하고 있다. 리저브 팀, 17세 이하, 15세 이하, 12세 이하 팀이 각각 존재한다.

## 역사
BSL 바이텔레 우타 SC의 첫 참가 기록은 2010-11 시즌이며, 2부 리그인 사모아 퍼스트 디비전에서 12개 팀 중 최하위를 기록했다. 2012-13 시즌 퍼스트 디비전 우승을 기록하여 승격하였다. 2014-15 시즌에는 12개 팀 중 8위를 기록하였다. 리저브 팀인 BSL 바이텔레 우타 SC B팀은 우폴루 퍼스트 디비전에서 12개 팀 중 11위를 기록하였다.

## 기록
사모아 내셔널 리그
- 2014-15 시즌 : 8위